# تاكاشي ميزونو
تاكاشي ميزونو (باليابانية: 水野 隆) (مواليد 28 أبريل 1931)، هو لاعب كرة قدم ياباني سابق كان يلعب كمهاجم. سبق له أن لعب مع منتخب اليابان.

## وصلات خارجية
- تاكاشي ميزونو على موقع ناشيونال فوتبول تيمز (الإنجليزية)

- National Football Teams
- Japan National Football Team Database